# AVS Futebol SAD
Maillots
Actualités
L'AVS Futebol SAD, ou AFS Vila das Aves, plus simplement abrégé AFS, est un club portugais de football, basé à Vila das Aves. Le club s'appelait auparavant UD Vilafranquense SAD et n'a aucune relation avec le Clube Desportivo das Aves autre que le partage d'installations sportives.

## Histoire
Le club est fondé le 5 mai 2023, entraînant le changement de nom de l'UD Vilafranquense de Vila Franca de Xira, fondée le 12 avril 1957, et le déménagement de son siège social à Vila das Aves.
Le 12 août 2023, l'AVS SAD fait ses débuts en Liga Portugal 2 SABSEG 2023-2024 avec une victoire 1-0 contre Os Belenenses, un but inscrit par le Portugais Luís Silva.

## Personnalités du club

### Entraîneurs
- 2023-2024:  Jorge Costa (42)
- 2024 : Vítor Campelos (1)

### Effectif actuel
Le premier tableau liste l'effectif professionnel de l'AVS Futebol SAD pour la saison 2025-2026.